# Grainville-Ymauville
Grainville-Ymauville è un comune francese di 418 abitanti situato nel dipartimento della Senna Marittima nella regione della Normandia.

## Società

### Evoluzione demografica
Abitanti censiti